# Даггз, Чарльз
Чарльз Дэниел Даггз (англ. Charles Daniel Daggs, 14 апреля 1901, Темпе, Аризона — 12 февраля 1976, Сан-Диего, Калифорния) — американский легкоатлет, выступавший в беге с барьерами. Участник летних Олимпийских игр 1920 года.

## Биография
Чарльз Даггз родился 14 апреля 1901 года в американском городе Темпе в Аризоне.
Во время учёбы в колледже Клермонт в Помоне выступал в соревнованиях за его команду, а после окончания — за Лос-Анджелесский легкоатлетический клуб.
В 1920 году занял 4-е место в национальном олимпийском отборе.
В том же году вошёл в состав сборной США на летних Олимпийских играх в Антверпене. В беге на 400 метров с барьерами занял 2-е место в четвертьфинале с результатом 56,7 секунды, 3-е место в полуфинале с результатом 55,7 и последнее, 6-е место в финале с результатом 56,5, уступив 2,5 секунды завоевавшему золото Фрэнку Лумису из США.
Впоследствии в течение 33 лет работал учителем физики и химии в Калифорнии в школах Гранит-Хиллз, Эль-Кахон и Гроссмонт.
Умер 12 февраля 1976 года в американском городе Сан-Диего.

## Личный рекорд
- Бег на 400 метров с барьерами — 54,3 (1920)[1]